# Jamininterferometer

De Jamininterferometer is een interferometer waarmee het mogelijk is de brekingsindex van chemische stoffen zeer nauwkeurig te bepalen. Het instrument is uitgevonden door de Franse natuurkundige Jules Célestin Jamin in 1856. De Mach-Zehnder-interferometer is een verdere ontwikkeling van de Jamininterferometer. 
De Jamininterferometer bestaat uit twee spiegels met dik glas. De Fresnelreflectie aan het oppervlak van de eerste spiegel functioneert als een stralingsdeler, die het invallende licht in twee parallelle bundels splitst. Bij de tweede spiegel worden de twee bundels gerecombineerd en uiteindelijk op een scherm afgebeeld. Als beide bundels verschillende optische weglengtes doorlopen, ontstaat een interferentiepatroon waaruit dit verschil bepaald kan worden.